# Ljungporing
Ljungporing (Sistotrema dennisii) är en svampart som beskrevs av Malençon 1976. Enligt Catalogue of Life ingår Ljungporing i släktet Sistotrema,  och familjen Hydnaceae, men enligt Dyntaxa är tillhörigheten istället släktet Sistotrema,  och familjen Sistotremataceae. Arten är reproducerande i Sverige. Inga underarter finns listade i Catalogue of Life.